# Manouchehr Atashi

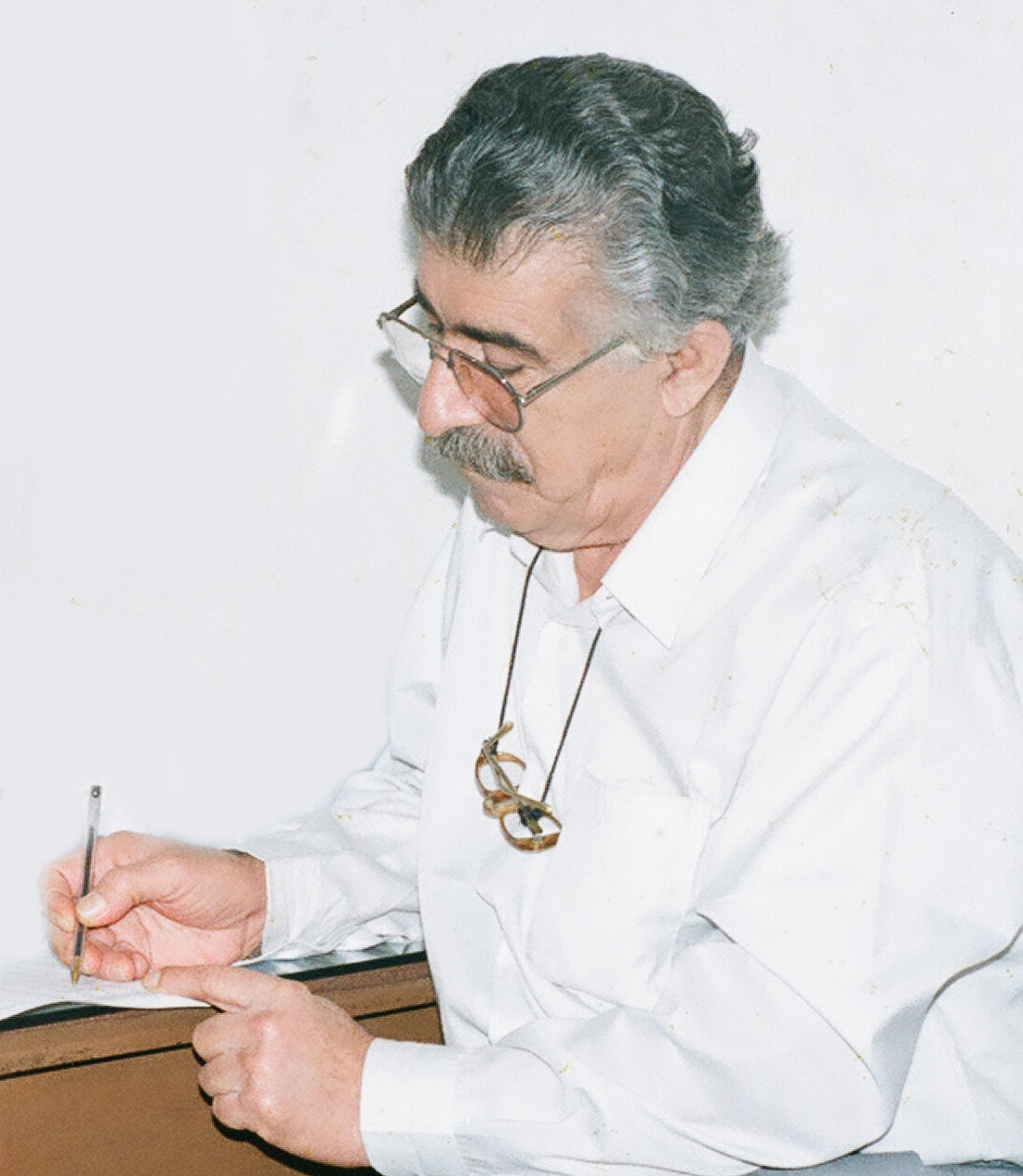
Manouchehr Atashi

Manouchehr Atashi (anhörenⓘ; persisch منوچهر آتشی; * 25. September 1931 in Daschtestan, Provinz Bushehr; † 20. November 2005 in Teheran) war ein  persischer Dichter und Übersetzer.
Manouchehr Atashi veröffentlichte im Iran sieben Gedichtbände mit moderner Poesie. Daneben war er als Übersetzer und Literaturkritiker tätig. Atashi absolvierte ein Studium der Anglistik in Teheran. Er hatte zwei Töchter.

## Werke
- Das Andere Lied
- Lied vor der Erde
- Sitzung in Dämmerung